# Adács
Adács es un pueblo ubicado en el distrito de Gyöngyös, en el condado de Heves, Hungría.

## Superficie
Posee una superficie de 37,94 kilómetros cuadrados.

## Demografía
Hasta 2019 la población era de 2603 habitantes, con una densidad de población de 68,61 habitantes por kilómetro cuadrado.